# Sybra kuri
Sybra kuri är en skalbaggsart som beskrevs av Nobuo Ohbayashi och Hayashi 1962. Sybra kuri ingår i släktet Sybra och familjen långhorningar. Inga underarter finns listade i Catalogue of Life.